# تانیا ماریا پریرا ریبیرو
تانیا ماریا پریرا ریبیرو (پرتغالی: Tânia Maria Pereira Ribeiro؛ زادهٔ ۱۰ مارس ۱۹۷۴) بازیکن فوتبال زن اهل برزیل بود.
از باشگاه‌هایی که در آن بازی کرده‌است می‌توان به باشگاه فوتبال رایو وایکانو اشاره کرد.